# Interlands Zweeds voetbalelftal 1970-1979
Deze pagina toont een chronologisch en gedetailleerd overzicht van de interlands die het Zweeds voetbalelftal heeft gespeeld in de periode 1970 – 1979.

## Interlands

### 1970
|                                                                          |        |       |        |                                                                                      |
| 22 februari Vriendschappelijk № 461 «onderlinge duels» 12:00 uur (UTC−6) | Mexico | 0 – 0 | Zweden | Aztekenstadion, Mexico-Stad Toeschouwers: 33.831 Scheidsrechter: Mario Canessa (CHI) |
| 22 februari Vriendschappelijk № 461 «onderlinge duels» 12:00 uur (UTC−6) |        |       |        | Aztekenstadion, Mexico-Stad Toeschouwers: 33.831 Scheidsrechter: Mario Canessa (CHI) |

|                                                    |        |                   |        |                                                                                     |
| 1 maart Vriendschappelijk № 462 «onderlinge duels» | Mexico | 0 – 1             | Zweden | Estadio Cuauhtémoc, Puebla Toeschouwers: 38.000 Scheidsrechter: Mario Canessa (CHI) |
| 1 maart Vriendschappelijk № 462 «onderlinge duels» |        | 72' Leif Eriksson |        | Estadio Cuauhtémoc, Puebla Toeschouwers: 38.000 Scheidsrechter: Mario Canessa (CHI) |

|                                                                     |                    |       |                                       |                                                                                 |
| 16 mei Vriendschappelijk № 463 «onderlinge duels» 18:00 uur (UTC+1) | Hongarije          | 1 – 2 | Zweden                                | Népstadion, Boedapest Toeschouwers: 25.678 Scheidsrechter: Erich Linemayr (AUT) |
| 16 mei Vriendschappelijk № 463 «onderlinge duels» 18:00 uur (UTC+1) | László Fazekas 19' |       | 59' Örjan Persson 83' Inge Ejderstedt | Népstadion, Boedapest Toeschouwers: 25.678 Scheidsrechter: Erich Linemayr (AUT) |

| Wereldkampioenschap voetbal 1970 |
| -------------------------------- |

|                                                                   |                       |       |        |                                                                                   |
| 3 juni WK 1970 Groep B № 464 «onderlinge duels» 16:00 uur (UTC−6) | Italië                | 1 – 0 | Zweden | Estadio Luis Dosal, Toluca Toeschouwers: 13.433 Scheidsrechter: Jack Taylor (ENG) |
| 3 juni WK 1970 Groep B № 464 «onderlinge duels» 16:00 uur (UTC−6) | Angelo Domenghini 11' |       |        | Estadio Luis Dosal, Toluca Toeschouwers: 13.433 Scheidsrechter: Jack Taylor (ENG) |

|                                                                   |                  |       |                        |                                                                                      |
| 7 juni WK 1970 Groep B № 465 «onderlinge duels» 12:00 uur (UTC−6) | Zweden           | 1 – 1 | Israël                 | Estadio Luis Dosal, Toluca Toeschouwers: 9.624 Scheidsrechter: Seyoum Tarekegn (ETH) |
| 7 juni WK 1970 Groep B № 465 «onderlinge duels» 12:00 uur (UTC−6) | Tom Turesson 53' |       | 56' Mordechai Spiegler | Estadio Luis Dosal, Toluca Toeschouwers: 9.624 Scheidsrechter: Seyoum Tarekegn (ETH) |

|                                                                    |               |       |         |                                                                                      |
| 10 juni WK 1970 Groep B № 466 «onderlinge duels» 16:00 uur (UTC−6) | Zweden        | 1 – 0 | Uruguay | Estadio Cuauhtémoc, Puebla Toeschouwers: 18.163 Scheidsrechter: Henry Landauer (USA) |
| 10 juni WK 1970 Groep B № 466 «onderlinge duels» 16:00 uur (UTC−6) | Ove Grahn 89' |       |         | Estadio Cuauhtémoc, Puebla Toeschouwers: 18.163 Scheidsrechter: Henry Landauer (USA) |

|  |  |  |  |  |  |  |  |  |

|                                                                                 |                  |       |                   |                                                                                |
| 25 juni Noords Kampioenschap 1968/71 № 467 «onderlinge duels» 19:00 uur (UTC+1) | Zweden           | 1 – 1 | Denemarken        | Ullevaalstadion, Oslo Toeschouwers: 26.863 Scheidsrechter: Väinö Toivola (FIN) |
| 25 juni Noords Kampioenschap 1968/71 № 467 «onderlinge duels» 19:00 uur (UTC+1) | Sten Pålsson 48' |       | 73' Keld Pedersen | Ullevaalstadion, Oslo Toeschouwers: 26.863 Scheidsrechter: Väinö Toivola (FIN) |

|                                                                                 |                           |       |                                        |                                                                                    |
| 26 augustus Noords Kampioenschap 1968/71 № 468 «onderlinge duels» 19:00 (UTC+2) | Finland                   | 1 – 2 | Zweden                                 | Olympisch Stadion, Helsinki Toeschouwers: 17.070 Scheidsrechter: Henry Øberg (NOR) |
| 26 augustus Noords Kampioenschap 1968/71 № 468 «onderlinge duels» 19:00 (UTC+2) | Tommy Lindholm ??' (pen.) |       | 50' Reine Almqvist 67' Dan Brozokoupil | Olympisch Stadion, Helsinki Toeschouwers: 17.070 Scheidsrechter: Henry Øberg (NOR) |

|                                                                                      |                                       |       |                                                                                     |                                                                                |
| 13 september Noords Kampioenschap 1968/71 № 469 «onderlinge duels» 13:15 uur (UTC+1) | Noorwegen                             | 2 – 4 | Zweden                                                                              | Ullevaalstadion, Oslo Toeschouwers: 12.388 Scheidsrechter: Kaj Rasmussen (DEN) |
| 13 september Noords Kampioenschap 1968/71 № 469 «onderlinge duels» 13:15 uur (UTC+1) | Olav Nilsen 9' Tor Fuglset 28' (pen.) |       | 26' Inge Danielsson 56' Dan Brzokoupil 60' Tommy Svensson 87' (pen.) Tommy Svensson | Ullevaalstadion, Oslo Toeschouwers: 12.388 Scheidsrechter: Kaj Rasmussen (DEN) |

|                                                                            |                   |       |                    |                                                                                 |
| 14 oktober EK 1972 kwalificatie № 470 «onderlinge duels» 20:00 uur (UTC+1) | Ierland           | 1 – 1 | Zweden             | Dalymount Park, Dublin Toeschouwers: 28.194 Scheidsrechter: Robert Héliès (FRA) |
| 14 oktober EK 1972 kwalificatie № 470 «onderlinge duels» 20:00 uur (UTC+1) | Tommy Carroll 43' |       | 61' Dan Brzokoupil | Dalymount Park, Dublin Toeschouwers: 28.194 Scheidsrechter: Robert Héliès (FRA) |

|                                                                            |                  |       |         |                                                                                |
| 28 oktober EK 1972 kwalificatie № 471 «onderlinge duels» 19:00 uur (UTC+1) | Zweden           | 1 – 0 | Ierland | Råsundastadion, Solna Toeschouwers: 11.922 Scheidsrechter: Pavel Kazakov (URS) |
| 28 oktober EK 1972 kwalificatie № 471 «onderlinge duels» 19:00 uur (UTC+1) | Tom Turesson 74' |       |         | Råsundastadion, Solna Toeschouwers: 11.922 Scheidsrechter: Pavel Kazakov (URS) |

### 1971
|                                                     |                                          |       |                |                                                                                    |
| 12 maart Vriendschappelijk № 472 «onderlinge duels» | Israël                                   | 2 – 1 | Zweden         | Bloomfieldstadion, Tel Aviv Toeschouwers: 14.000 Scheidsrechter: Karl Göppel (SUI) |
| 12 maart Vriendschappelijk № 472 «onderlinge duels» | Yehoshua Feigenboim 2' Giora Spiegel 10' |       | 88' Ove Eklund | Bloomfieldstadion, Tel Aviv Toeschouwers: 14.000 Scheidsrechter: Karl Göppel (SUI) |

|                                                                            |                                                                      |       |                      |                                                                                  |
| 20 mei Noords Kampioenschap 1968/71 № 473 «onderlinge duels» 14:00 (UTC+1) | Zweden                                                               | 4 – 1 | Finland              | Ryavallen, Borås Toeschouwers: 13.020 Scheidsrechter: Hans-Joachim Weyland (FRG) |
| 20 mei Noords Kampioenschap 1968/71 № 473 «onderlinge duels» 14:00 (UTC+1) | Bo Larsson 56' Tommy Svensson 69' Örjan Persson 71' Sten Pålsson 90' |       | 6' Matti Paatelainen | Ryavallen, Borås Toeschouwers: 13.020 Scheidsrechter: Hans-Joachim Weyland (FRG) |

|                                                                        |                |       |            |                                                                                    |
| 26 mei EK 1972 kwalificatie № 474 «onderlinge duels» 19:00 uur (UTC+1) | Zweden         | 1 – 0 | Oostenrijk | Råsundastadion, Solna Toeschouwers: 5.416 Scheidsrechter: Stanisław Eksztajn (POL) |
| 26 mei EK 1972 kwalificatie № 474 «onderlinge duels» 19:00 uur (UTC+1) | Jan Olsson 62' |       |            | Råsundastadion, Solna Toeschouwers: 5.416 Scheidsrechter: Stanisław Eksztajn (POL) |

|                                                                        |        |       |        |                                                                                  |
| 9 juni EK 1972 kwalificatie № 475 «onderlinge duels» 19:00 uur (UTC+1) | Zweden | 0 – 0 | Italië | Råsundastadion, Solna Toeschouwers: 36.528 Scheidsrechter: Rudolf Scheurer (SUI) |
| 9 juni EK 1972 kwalificatie № 475 «onderlinge duels» 19:00 uur (UTC+1) |        |       |        | Råsundastadion, Solna Toeschouwers: 36.528 Scheidsrechter: Rudolf Scheurer (SUI) |

|                                                                                 |                    |       |                                           |                                                                                                |
| 20 juni Noords Kampioenschap 1968/71 № 476 «onderlinge duels» 13:30 uur (UTC+1) | Denemarken         | 1 – 3 | Zweden                                    | Københavns Idrætspark, Kopenhagen Toeschouwers: 47.300 Scheidsrechter: Walter Eschweiler (FRG) |
| 20 juni Noords Kampioenschap 1968/71 № 476 «onderlinge duels» 13:30 uur (UTC+1) | Kresten Bjerre 39' |       | 5' Ove Grahn 27' Ove Eklund 44' Ove Grahn | Københavns Idrætspark, Kopenhagen Toeschouwers: 47.300 Scheidsrechter: Walter Eschweiler (FRG) |

|                                                                      |                  |       |                |                                                                          |
| 30 juni Vriendschappelijk № 477 «onderlinge duels» 18:00 uur (UTC+1) | Zweden           | 1 – 0 | West-Duitsland | Ullevi, Göteborg Toeschouwers: 43.279 Scheidsrechter: Tiny Wharton (SCO) |
| 30 juni Vriendschappelijk № 477 «onderlinge duels» 18:00 uur (UTC+1) | Ove Kindvall 61' |       |                | Ullevi, Göteborg Toeschouwers: 43.279 Scheidsrechter: Tiny Wharton (SCO) |

|                                                                                    |                                                               |       |           |                                                                                   |
| 8 augustus Noords Kampioenschap 1968/71 № 478 «onderlinge duels» 18:00 uur (UTC+1) | Zweden                                                        | 3 – 0 | Noorwegen | Malmö Stadion, Malmö Toeschouwers: 15.011 Scheidsrechter: Martti Hirviniemi (FIN) |
| 8 augustus Noords Kampioenschap 1968/71 № 478 «onderlinge duels» 18:00 uur (UTC+1) | Roland Sandberg 35' Sten Pålsson 44' Bosse Larsson 83' (pen.) |       |           | Malmö Stadion, Malmö Toeschouwers: 15.011 Scheidsrechter: Martti Hirviniemi (FIN) |

|                                                                             |                   |       |        |                                                                                |
| 4 september EK 1972 kwalificatie № 479 «onderlinge duels» 15:30 uur (UTC+1) | Oostenrijk        | 1 – 0 | Zweden | Prater-Stadion, Wenen Toeschouwers: 38.274 Scheidsrechter: Rudi Glöckner (DDR) |
| 4 september EK 1972 kwalificatie № 479 «onderlinge duels» 15:30 uur (UTC+1) | Josef Stering 23' |       |        | Prater-Stadion, Wenen Toeschouwers: 38.274 Scheidsrechter: Rudi Glöckner (DDR) |

|                                                                           |                                                   |       |        |                                                                          |
| 9 oktober EK 1972 kwalificatie № 480 «onderlinge duels» 14:30 uur (UTC+1) | Italië                                            | 3 – 0 | Zweden | San Siro, Milaan Toeschouwers: 65.582 Scheidsrechter: Roger Machin (FRA) |
| 9 oktober EK 1972 kwalificatie № 480 «onderlinge duels» 14:30 uur (UTC+1) | Gigi Riva 3' Roberto Boninsegna 41' Gigi Riva 83' |       |        | San Siro, Milaan Toeschouwers: 65.582 Scheidsrechter: Roger Machin (FRA) |

### 1972
|                                                                       |                   |       |                   |                                                                                           |
| 26 april Vriendschappelijk № 481 «onderlinge duels» 20:30 uur (UTC+1) | Zwitserland       | 1 – 1 | Zweden            | Stade des Charmilles, Genève Toeschouwers: 15.000 Scheidsrechter: Leo van der Kroft (NED) |
| 26 april Vriendschappelijk № 481 «onderlinge duels» 20:30 uur (UTC+1) | Rolf Blättler 78' |       | 75' Christer Hult | Stade des Charmilles, Genève Toeschouwers: 15.000 Scheidsrechter: Leo van der Kroft (NED) |

|                                                                     |                   |       |                               |                                                                               |
| 14 mei Vriendschappelijk № 482 «onderlinge duels» 18:00 uur (UTC+1) | Zweden            | 1 – 2 | Tsjecho-Slowakije             | Ullevi, Göteborg Toeschouwers: 18.644 Scheidsrechter: Ferdinand Biwersi (FRG) |
| 14 mei Vriendschappelijk № 482 «onderlinge duels» 18:00 uur (UTC+1) | Christer Hult 29' |       | 50' Karol Jokl 84' Karol Jokl | Ullevi, Göteborg Toeschouwers: 18.644 Scheidsrechter: Ferdinand Biwersi (FRG) |

|                                                                        |        |       |           |                                                                                 |
| 25 mei WK 1974 kwalificatie № 483 «onderlinge duels» 19:00 uur (UTC+1) | Zweden | 0 – 0 | Hongarije | Råsundastadion, Solna Toeschouwers: 28.598 Scheidsrechter: Lau van Ravens (NED) |
| 25 mei WK 1974 kwalificatie № 483 «onderlinge duels» 19:00 uur (UTC+1) |        |       |           | Råsundastadion, Solna Toeschouwers: 28.598 Scheidsrechter: Lau van Ravens (NED) |

|                                                                         |                                  |       |        |                                                                                |
| 10 juni WK 1974 kwalificatie № 484 «onderlinge duels» 19:00 uur (UTC+1) | Oostenrijk                       | 2 – 0 | Zweden | Prater-Stadion, Wenen Toeschouwers: 40.578 Scheidsrechter: Anton Bucheli (SUI) |
| 10 juni WK 1974 kwalificatie № 484 «onderlinge duels» 19:00 uur (UTC+1) | Thomas Parits 65' Peter Pumm 83' |       |        | Prater-Stadion, Wenen Toeschouwers: 40.578 Scheidsrechter: Anton Bucheli (SUI) |

|                                                                                 |                                      |       |            |                                                                                 |
| 29 juni Noords Kampioenschap 1972/77 № 485 «onderlinge duels» 19:00 uur (UTC+1) | Zweden                               | 2 – 0 | Denemarken | Malmö Stadion, Malmö Toeschouwers: 27.632 Scheidsrechter: Anders Mattsson (FIN) |
| 29 juni Noords Kampioenschap 1972/77 № 485 «onderlinge duels» 19:00 uur (UTC+1) | Bosse Larsson 2' Roland Sandberg 31' |       |            | Malmö Stadion, Malmö Toeschouwers: 27.632 Scheidsrechter: Anders Mattsson (FIN) |

|                                                                         |                                                                     |       |                                                                                    |                                                                                   |
| 6 augustus Vriendschappelijk № 486 «onderlinge duels» 18:00 uur (UTC+1) | Zweden                                                              | 4 – 4 | Sovjet-Unie                                                                        | Råsundastadion, Solna Toeschouwers: 14.327 Scheidsrechter: Svein Inge Thime (NOR) |
| 6 augustus Vriendschappelijk № 486 «onderlinge duels» 18:00 uur (UTC+1) | Ralf Edström 16' Ralf Edström 54' Sten Pålsson 72' Ralf Edström 84' |       | 32' Yuriy Eliseyev 42' Arkadiy Andreasyan 44' Vjatsjeslav Semenov 77' Oleh Blochin | Råsundastadion, Solna Toeschouwers: 14.327 Scheidsrechter: Svein Inge Thime (NOR) |

|                                                                                      |                        |       |                                                     |                                                                              |
| 17 september Noords Kampioenschap 1972/77 № 487 «onderlinge duels» 13:15 uur (UTC+1) | Noorwegen              | 1 – 3 | Zweden                                              | Ullevaalstadion, Oslo Toeschouwers: 11.694 Scheidsrechter: Kurt Ohlsen (DEN) |
| 17 september Noords Kampioenschap 1972/77 № 487 «onderlinge duels» 13:15 uur (UTC+1) | Jan Fuglset 59' (pen.) |       | 14' Ralf Edström 60' Ralf Edström 86' Bosse Larsson | Ullevaalstadion, Oslo Toeschouwers: 11.694 Scheidsrechter: Kurt Ohlsen (DEN) |

|                                                                            | |       |       |                                                                               |
| 15 oktober WK 1974 kwalificatie № 488 «onderlinge duels» 13:30 uur (UTC+1) | Zweden | 7 – 0 | Malta | Ullevi, Göteborg Toeschouwers: 24.277 Scheidsrechter: Martti Hirviniemi (FIN) |
| 15 oktober WK 1974 kwalificatie № 488 «onderlinge duels» 13:30 uur (UTC+1) | Ralf Edström 2' Bosse Larsson 16' Ralf Edström 29' Bosse Larsson 35' (pen.) Roland Sandberg 41' Dag Szepanski 57' (pen.) Ralf Edström 63' |       |       | Ullevi, Göteborg Toeschouwers: 24.277 Scheidsrechter: Martti Hirviniemi (FIN) |

### 1973
|                                                                       |                |       |                                      |                                                                                              |
| 26 april Vriendschappelijk № 489 «onderlinge duels» 19:00 uur (UTC+1) | Denemarken     | 1 – 2 | Zweden                               | Københavns Idrætspark, Kopenhagen Toeschouwers: 39.500 Scheidsrechter: Wolfgang Riedel (DDR) |
| 26 april Vriendschappelijk № 489 «onderlinge duels» 19:00 uur (UTC+1) | Peter Dahl 11' |       | 77' Roland Sandberg 85' Ove Kindvall | Københavns Idrætspark, Kopenhagen Toeschouwers: 39.500 Scheidsrechter: Wolfgang Riedel (DDR) |

|                                                                        |                                                       |       |                                 |                                                                          |
| 23 mei WK 1974 kwalificatie № 490 «onderlinge duels» 19:00 uur (UTC+1) | Zweden                                                | 3 – 2 | Oostenrijk                      | Ullevi, Göteborg Toeschouwers: 48.462 Scheidsrechter: Vital Loraux (BEL) |
| 23 mei WK 1974 kwalificatie № 490 «onderlinge duels» 19:00 uur (UTC+1) | Roland Sandberg 29' Ove Grahn 52' Roland Sandberg 76' |       | 50' Kurt Jara 88' August Starek | Ullevi, Göteborg Toeschouwers: 48.462 Scheidsrechter: Vital Loraux (BEL) |

|                                                                         |                                                   |       |                                                       |                                                                                    |
| 13 juni WK 1974 kwalificatie № 491 «onderlinge duels» 18:00 uur (UTC+1) | Hongarije                                         | 3 – 3 | Zweden                                                | Népstadion, Boedapest Toeschouwers: 73.070 Scheidsrechter: Concetto Lo Bello (ITA) |
| 13 juni WK 1974 kwalificatie № 491 «onderlinge duels» 18:00 uur (UTC+1) | Mihály Kozma 9' Csaba Vidáts 59' Sándor Zámbó 71' |       | 39' Ove Kindvall 58' Roland Sandberg 77' Ralf Edström | Népstadion, Boedapest Toeschouwers: 73.070 Scheidsrechter: Concetto Lo Bello (ITA) |

|                                                                      |                     |       |          |                                                                                |
| 25 juni Vriendschappelijk № 492 «onderlinge duels» 19:00 uur (UTC+1) | Zweden              | 1 – 0 | Brazilië | Råsundastadion, Solna Toeschouwers: 39.664 Scheidsrechter: Rudi Glöckner (DDR) |
| 25 juni Vriendschappelijk № 492 «onderlinge duels» 19:00 uur (UTC+1) | Roland Sandberg 79' |       |          | Råsundastadion, Solna Toeschouwers: 39.664 Scheidsrechter: Rudi Glöckner (DDR) |

|                                                                            |                  |       |                       |                                                                                     |
| 8 juli Noords Kampioenschap 1972/77 № 493 «onderlinge duels» 18:00 (UTC+1) | Zweden           | 1 – 1 | Finland               | Örjans vall, Halmstad Toeschouwers: 16.547 Scheidsrechter: Henry Verner Øberg (NOR) |
| 8 juli Noords Kampioenschap 1972/77 № 493 «onderlinge duels» 18:00 (UTC+1) | Yngve Leback 41' |       | 46' Jouko Suomalainen | Örjans vall, Halmstad Toeschouwers: 16.547 Scheidsrechter: Henry Verner Øberg (NOR) |

|                                                                      |                    |       |         |                                                                                           |
| 11 juli Vriendschappelijk № 494 «onderlinge duels» 19:00 uur (UTC+1) | Zweden             | 1 – 0 | IJsland | Rimnersvallen, Uddevalla Toeschouwers: 12.066 Scheidsrechter: Preben Christophersen (DEN) |
| 11 juli Vriendschappelijk № 494 «onderlinge duels» 19:00 uur (UTC+1) | Staffan Tapper 60' |       |         | Rimnersvallen, Uddevalla Toeschouwers: 12.066 Scheidsrechter: Preben Christophersen (DEN) |

|                                                                         |             |       |        |                                                                                      |
| 5 augustus Vriendschappelijk № 495 «onderlinge duels» 18:00 uur (UTC+3) | Sovjet-Unie | 0 – 0 | Zweden | Centraal Leninstadion, Moskou Toeschouwers: 39.512 Scheidsrechter: Josef Jegel (AUT) |
| 5 augustus Vriendschappelijk № 495 «onderlinge duels» 18:00 uur (UTC+3) |             |       |        | Centraal Leninstadion, Moskou Toeschouwers: 39.512 Scheidsrechter: Josef Jegel (AUT) |

|                                                                                 |                    |       |                                          |                                                                                          |
| 29 augustus Noords Kampioenschap 1972/77 № 496 «onderlinge duels» 19:00 (UTC+2) | Finland            | 1 – 2 | Zweden                                   | Olympisch Stadion, Helsinki Toeschouwers: 18.552 Scheidsrechter: Edgar H. Pedersen (DEN) |
| 29 augustus Noords Kampioenschap 1972/77 № 496 «onderlinge duels» 19:00 (UTC+2) | Heikki Suhonen 33' |       | 49' Conny Torstensson 88' Harry Svensson | Olympisch Stadion, Helsinki Toeschouwers: 18.552 Scheidsrechter: Edgar H. Pedersen (DEN) |

|                                                                           |                                   |       |        |                                                                         |
| 29 september Vriendschappelijk № 497 «onderlinge duels» 16:00 uur (UTC+2) | Italië                            | 2 – 0 | Zweden | San Siro, Milaan Toeschouwers: 65.454 Scheidsrechter: Jack Taylor (ENG) |
| 29 september Vriendschappelijk № 497 «onderlinge duels» 16:00 uur (UTC+2) | Pietro Anastasi 60' Gigi Riva 66' |       |        | San Siro, Milaan Toeschouwers: 65.454 Scheidsrechter: Jack Taylor (ENG) |

|                                                                             |                      |       |                                           |                                                                                   |
| 11 november WK 1974 kwalificatie № 498 «onderlinge duels» 14:30 uur (UTC+1) | Malta                | 1 – 2 | Zweden                                    | Empire Stadion, Gżira Toeschouwers: 15.459 Scheidsrechter: Giorgos Katsoras (GRE) |
| 11 november WK 1974 kwalificatie № 498 «onderlinge duels» 14:30 uur (UTC+1) | Toninu Camilleri 20' |       | 21' Ove Kindvall 33' (pen.) Bosse Larsson | Empire Stadion, Gżira Toeschouwers: 15.459 Scheidsrechter: Giorgos Katsoras (GRE) |

|                                                                                      |                         |       |                                             |                                                                                     |
| 27 november WK 1974 kwalificatie Play-off № 499 «onderlinge duels» 20:00 uur (UTC+1) | Oostenrijk              | 1 – 2 | Zweden                                      | Parkstadion, Gelsenkirchen Toeschouwers: 69.974 Scheidsrechter: Rudi Glöckner (DDR) |
| 27 november WK 1974 kwalificatie Play-off № 499 «onderlinge duels» 20:00 uur (UTC+1) | Roland Hattenberger 39' |       | 9' Roland Sandberg 28' (pen.) Bosse Larsson | Parkstadion, Gelsenkirchen Toeschouwers: 69.974 Scheidsrechter: Rudi Glöckner (DDR) |

### 1974
|                                                                    |                                     |       |        |                                                                                        |
| 1 mei Vriendschappelijk № 500 «onderlinge duels» 16:00 uur (UTC+1) | West-Duitsland                      | 2 – 0 | Zweden | Volksparkstadion, Hamburg Toeschouwers: 52.000 Scheidsrechter: Michel Kitabdjian (FRA) |
| 1 mei Vriendschappelijk № 500 «onderlinge duels» 16:00 uur (UTC+1) | Jupp Heynckes 51' Jupp Heynckes 58' |       |        | Volksparkstadion, Hamburg Toeschouwers: 52.000 Scheidsrechter: Michel Kitabdjian (FRA) |

|                                                                                |            |                                           |        |                                                                                            |
| 3 juni Noords Kampioenschap 1972/77 № 501 «onderlinge duels» 16:00 uur (UTC+1) | Denemarken | 0 – 2                                     | Zweden | Københavns Idrætspark, Kopenhagen Toeschouwers: 41.100 Scheidsrechter: Olavi Peltola (FIN) |
| 3 juni Noords Kampioenschap 1972/77 № 501 «onderlinge duels» 16:00 uur (UTC+1) |            | 26' Roland Sandberg 86' Conny Torstensson |        | Københavns Idrætspark, Kopenhagen Toeschouwers: 41.100 Scheidsrechter: Olavi Peltola (FIN) |

|                                                                     |        |       |             |                                                                            |
| 9 juni Vriendschappelijk № 502 «onderlinge duels» 19:30 uur (UTC+1) | Zweden | 0 – 0 | Zwitserland | Malmö Stadion, Malmö Toeschouwers: 23.178 Scheidsrechter: Rolf Nyhus (NOR) |
| 9 juni Vriendschappelijk № 502 «onderlinge duels» 19:30 uur (UTC+1) |        |       |             | Malmö Stadion, Malmö Toeschouwers: 23.178 Scheidsrechter: Rolf Nyhus (NOR) |

| Wereldkampioenschap voetbal 1974 |
| -------------------------------- |

|                                                                    |        |       |           |                                                                                        |
| 15 juni WK 1974 Groep 3 № 503 «onderlinge duels» 16:00 uur (UTC+1) | Zweden | 0 – 0 | Bulgarije | Rheinstadion, Düsseldorf Toeschouwers: 23.800 Scheidsrechter: Edison Pérez Núñez (PER) |
| 15 juni WK 1974 Groep 3 № 503 «onderlinge duels» 16:00 uur (UTC+1) |        |       |           | Rheinstadion, Düsseldorf Toeschouwers: 23.800 Scheidsrechter: Edison Pérez Núñez (PER) |

|                                                                    |           |       |        |                                                                                        |
| 19 juni WK 1974 Groep 3 № 504 «onderlinge duels» 19:30 uur (UTC+1) | Nederland | 0 – 0 | Zweden | Westfalenstadion, Dortmund Toeschouwers: 53.700 Scheidsrechter: Werner Winsemann (CAN) |
| 19 juni WK 1974 Groep 3 № 504 «onderlinge duels» 19:30 uur (UTC+1) |           |       |        | Westfalenstadion, Dortmund Toeschouwers: 53.700 Scheidsrechter: Werner Winsemann (CAN) |

|                                                                    |                                                       |       |         |                                                                                    |
| 23 juni WK 1974 Groep 3 № 505 «onderlinge duels» 16:00 uur (UTC+1) | Zweden                                                | 3 – 0 | Uruguay | Rheinstadion, Düsseldorf Toeschouwers: 28.300 Scheidsrechter: Erich Linemayr (AUT) |
| 23 juni WK 1974 Groep 3 № 505 «onderlinge duels» 16:00 uur (UTC+1) | Ralf Edström 46' Roland Sandberg 74' Ralf Edström 77' |       |         | Rheinstadion, Düsseldorf Toeschouwers: 28.300 Scheidsrechter: Erich Linemayr (AUT) |

|                                                                    |                   |       |       |                                                                                   |
| 26 juni WK 1974 Groep B № 506 «onderlinge duels» 19:30 uur (UTC+1) | Zweden            | 0 – 1 | Polen | Neckarstadion, Stuttgart Toeschouwers: 44.955 Scheidsrechter: Ramón Barreto (URU) |
| 26 juni WK 1974 Groep B № 506 «onderlinge duels» 19:30 uur (UTC+1) | Grzegorz Lato 44' |       |       | Neckarstadion, Stuttgart Toeschouwers: 44.955 Scheidsrechter: Ramón Barreto (URU) |

|                                                                    |                                                                            |       |                                      |                                                                                   |
| 30 juni WK 1974 Groep B № 507 «onderlinge duels» 19:30 uur (UTC+1) | West-Duitsland                                                             | 4 – 2 | Zweden                               | Rheinstadion, Düsseldorf Toeschouwers: 67.800 Scheidsrechter: Pavel Kazakov (URS) |
| 30 juni WK 1974 Groep B № 507 «onderlinge duels» 19:30 uur (UTC+1) | Wolfgang Overath 51' Rainer Bonhof 52' Jürgen Grabowski 77' Uli Hoeneß 89' |       | 24' Ralf Edström 53' Roland Sandberg | Rheinstadion, Düsseldorf Toeschouwers: 67.800 Scheidsrechter: Pavel Kazakov (URS) |

|                                                                   |                                        |       |                  |                                                                                    |
| 3 juli WK 1974 Groep B № 508 «onderlinge duels» 19:30 uur (UTC+1) | Zweden                                 | 2 – 1 | Joegoslavië      | Rheinstadion, Düsseldorf Toeschouwers: 15.000 Scheidsrechter: Luis Pestarino (ARG) |
| 3 juli WK 1974 Groep B № 508 «onderlinge duels» 19:30 uur (UTC+1) | Ralf Edström 29' Conny Torstensson 85' |       | 27' Ivica Šurjak | Rheinstadion, Düsseldorf Toeschouwers: 15.000 Scheidsrechter: Luis Pestarino (ARG) |

|  |  |  |  |  |  |  |  |  |

|                                                                                    |                      |       |                                     |                                                                                   |
| 8 augustus Noords Kampioenschap 1972/77 № 509 «onderlinge duels» 19:00 uur (UTC+1) | Zweden               | 2 – 1 | Noorwegen                           | Ullevi, Göteborg Toeschouwers: 21.953 Scheidsrechter: Edgar Helmut Pedersen (DEN) |
| 8 augustus Noords Kampioenschap 1972/77 № 509 «onderlinge duels» 19:00 uur (UTC+1) | Eine Fredriksson 53' |       | 37' Harry Hestad 67' Staffan Tapper | Ullevi, Göteborg Toeschouwers: 21.953 Scheidsrechter: Edgar Helmut Pedersen (DEN) |

|                                                                          |                          |       |                                                                                           |                                                                                |
| 4 september Vriendschappelijk № 510 «onderlinge duels» 19:00 uur (UTC+1) | Zweden                   | 1 – 5 | Nederland                                                                                 | Råsundastadion, Solna Toeschouwers: 34.527 Scheidsrechter: Rudi Glöckner (DDR) |
| 4 september Vriendschappelijk № 510 «onderlinge duels» 19:00 uur (UTC+1) | Bosse Larsson 54' (pen.) |       | 10' Johan Cruijff 33' Arie Haan 46' Johan Neeskens 75' Johan Neeskens 83' Rob Rensenbrink | Råsundastadion, Solna Toeschouwers: 34.527 Scheidsrechter: Rudi Glöckner (DDR) |

|                                                                         |                                                                       |       |        |                                                                                  |
| 13 oktober Vriendschappelijk № 511 «onderlinge duels» 19:30 uur (UTC+1) | Tsjecho-Slowakije                                                     | 4 – 0 | Zweden | Tehelné pole, Bratislava Toeschouwers: 10.000 Scheidsrechter: Franz Wöhrer (AUT) |
| 13 oktober Vriendschappelijk № 511 «onderlinge duels» 19:30 uur (UTC+1) | Ján Švehlík 14' Marián Masný 21' Ján Švehlík 40' Přemysl Bičovský 65' |       |        | Tehelné pole, Bratislava Toeschouwers: 10.000 Scheidsrechter: Franz Wöhrer (AUT) |

|                                                                            |        |                                     |               |                                                                               |
| 30 oktober EK 1976 kwalificatie № 512 «onderlinge duels» 19:00 uur (UTC+1) | Zweden | 0 – 2                               | Noord-Ierland | Råsundastadion, Solna Toeschouwers: 18.131 Scheidsrechter: Theo Boosten (NED) |
| 30 oktober EK 1976 kwalificatie № 512 «onderlinge duels» 19:00 uur (UTC+1) |        | 7' Chris Nicholl 23' Martin O'Neill |               | Råsundastadion, Solna Toeschouwers: 18.131 Scheidsrechter: Theo Boosten (NED) |

### 1975
|                                                                       |                    |       |                    |                                                                              |
| 16 april Vriendschappelijk № 513 «onderlinge duels» 18:30 uur (UTC+1) | Zweden             | 1 – 1 | Schotland          | Ullevi, Göteborg Toeschouwers: 15.574 Scheidsrechter: Svein Inge Thime (NOR) |
| 16 april Vriendschappelijk № 513 «onderlinge duels» 18:30 uur (UTC+1) | Thomas Sjöberg 44' |       | 87' Ted MacDougall | Ullevi, Göteborg Toeschouwers: 15.574 Scheidsrechter: Svein Inge Thime (NOR) |

|                                                                     |                                                                      |       |          |                                                                                  |
| 19 mei Vriendschappelijk № 514 «onderlinge duels» 14:00 uur (UTC+1) | Zweden                                                               | 4 – 0 | Algerije | Örjans vall, Halmstad Toeschouwers: 11.701 Scheidsrechter: Matti Laaksonen (FIN) |
| 19 mei Vriendschappelijk № 514 «onderlinge duels» 14:00 uur (UTC+1) | Ralf Edström 2' Roland Sandberg 12' Ove Grahn 43' Thomas Sjöberg 55' |       |          | Örjans vall, Halmstad Toeschouwers: 11.701 Scheidsrechter: Matti Laaksonen (FIN) |

|                                                                        |                  |       |                                        |                                                                               |
| 4 juni EK 1976 kwalificatie № 515 «onderlinge duels» 19:00 uur (UTC+1) | Zweden           | 1 – 2 | Joegoslavië                            | Råsundastadion, Solna Toeschouwers: 27.250 Scheidsrechter: Vital Loraux (BEL) |
| 4 juni EK 1976 kwalificatie № 515 «onderlinge duels» 19:00 uur (UTC+1) | Ralf Edström 16' |       | 41' Josip Katalinski 78' Zvonko Ivezić | Råsundastadion, Solna Toeschouwers: 27.250 Scheidsrechter: Vital Loraux (BEL) |

|                                                                         |                                                            |       |                     |                                                                               |
| 30 juni EK 1976 kwalificatie № 516 «onderlinge duels» 18:00 uur (UTC+1) | Zweden                                                     | 3 – 1 | Noorwegen           | Råsundastadion, Solna Toeschouwers: 9.580 Scheidsrechter: Rudi Glöckner (DDR) |
| 30 juni EK 1976 kwalificatie № 516 «onderlinge duels» 18:00 uur (UTC+1) | Thomas Nordahl 33' Thomas Nordahl 56' Ove Grahn 65' (pen.) |       | 54' Erik Just-Olsen | Råsundastadion, Solna Toeschouwers: 9.580 Scheidsrechter: Rudi Glöckner (DDR) |

|                                                                             |           |                                        |        |                                                                                  |
| 13 augustus EK 1976 kwalificatie № 517 «onderlinge duels» 19:00 uur (UTC+1) | Noorwegen | 0 – 2                                  | Zweden | Ullevaalstadion, Oslo Toeschouwers: 18.011 Scheidsrechter: Anders Mattsson (FIN) |
| 13 augustus EK 1976 kwalificatie № 517 «onderlinge duels» 19:00 uur (UTC+1) |           | 29' Roland Sandberg 53' Thomas Sjöberg |        | Ullevaalstadion, Oslo Toeschouwers: 18.011 Scheidsrechter: Anders Mattsson (FIN) |

|                                                                             |                  |       |                                          |                                                                                       |
| 3 september EK 1976 kwalificatie № 518 «onderlinge duels» 17:30 uur (UTC+1) | Noord-Ierland    | 1 – 2 | Zweden                                   | Windsor Park, Belfast Toeschouwers: 14.622 Scheidsrechter: Hans-Joachim Weyland (FRG) |
| 3 september EK 1976 kwalificatie № 518 «onderlinge duels» 17:30 uur (UTC+1) | Allan Hunter 32' |       | 45' Thomas Sjöberg 54' Conny Torstensson | Windsor Park, Belfast Toeschouwers: 14.622 Scheidsrechter: Hans-Joachim Weyland (FRG) |

|                                                                                      |        |       |            |                                                                                  |
| 25 september Noords Kampioenschap 1972/77 № 519 «onderlinge duels» 19:00 uur (UTC+1) | Zweden | 0 – 0 | Denemarken | Malmö Stadion, Malmö Toeschouwers: 22.187 Scheidsrechter: Svein Inge Thime (NOR) |
| 25 september Noords Kampioenschap 1972/77 № 519 «onderlinge duels» 19:00 uur (UTC+1) |        |       |            | Malmö Stadion, Malmö Toeschouwers: 22.187 Scheidsrechter: Svein Inge Thime (NOR) |

|                                                                            |                                                      |       |        |                                                                                        |
| 15 oktober EK 1976 kwalificatie № 520 «onderlinge duels» 18:00 uur (UTC+1) | Joegoslavië                                          | 3 – 0 | Zweden | Maksimirstadion, Zagreb Toeschouwers: 29.836 Scheidsrechter: Walter Hungerbühler (SUI) |
| 15 oktober EK 1976 kwalificatie № 520 «onderlinge duels» 18:00 uur (UTC+1) | Brane Oblak 18' Franjo Vladić 50' Dragutin Vabec 53' |       |        | Maksimirstadion, Zagreb Toeschouwers: 29.836 Scheidsrechter: Walter Hungerbühler (SUI) |

### 1976
|                                                        |                          |       |                      |                                                                            |
| 28 februari Vriendschappelijk № 521 «onderlinge duels» | Tunesië                  | 1 – 1 | Zweden               | Stade El Menzah, Tunis Toeschouwers: 8.000 Scheidsrechter: Ali Dridi (TUN) |
| 28 februari Vriendschappelijk № 521 «onderlinge duels» | Abdelmajid Gobantini 30' |       | 10' Eine Fredriksson | Stade El Menzah, Tunis Toeschouwers: 8.000 Scheidsrechter: Ali Dridi (TUN) |

|                                                                    |          |                                                |        |                                                                                                |
| 2 maart Vriendschappelijk № 522 «onderlinge duels» 19:00 uur (UTC) | Algerije | 0 – 2                                          | Zweden | Stadion van 5 juli 1962, Algiers Toeschouwers: 5.940 Scheidsrechter: Abdelkrim Benghezal (ALG) |
| 2 maart Vriendschappelijk № 522 «onderlinge duels» 19:00 uur (UTC) |          | 47' Eine Fredriksson 75' (pen.) Staffan Tapper |        | Stadion van 5 juli 1962, Algiers Toeschouwers: 5.940 Scheidsrechter: Abdelkrim Benghezal (ALG) |

|                                                                       |                  |       |        |                                                                               |
| 28 april Vriendschappelijk № 523 «onderlinge duels» 19:00 uur (UTC+1) | Oostenrijk       | 1 – 0 | Zweden | Prater-Stadion, Wenen Toeschouwers: 35.000 Scheidsrechter: Sándor Petri (HUN) |
| 28 april Vriendschappelijk № 523 «onderlinge duels» 19:00 uur (UTC+1) | Hans Pirkner 50' |       |        | Prater-Stadion, Wenen Toeschouwers: 35.000 Scheidsrechter: Sándor Petri (HUN) |

|                                                                     |                     |       |                                       |                                                                               |
| 11 mei Vriendschappelijk № 524 «onderlinge duels» 19:00 uur (UTC+1) | Zweden              | 1 – 2 | Denemarken                            | Ullevi, Göteborg Toeschouwers: 31.305 Scheidsrechter: Walter Eschweiler (FRG) |
| 11 mei Vriendschappelijk № 524 «onderlinge duels» 19:00 uur (UTC+1) | Roland Sandberg 17' |       | 48' Lars Bastrup 50' Ove Flindt Bjerg | Ullevi, Göteborg Toeschouwers: 31.305 Scheidsrechter: Walter Eschweiler (FRG) |

|                                                                            |         |                                            |        |                                                                                        |
| 1 juni Noords Kampioenschap 1972/77 № 525 «onderlinge duels» 19:00 (UTC+2) | Finland | 0 – 2                                      | Zweden | Olympisch Stadion, Helsinki Toeschouwers: 16.116 Scheidsrechter: Ivar Fredriksen (NOR) |
| 1 juni Noords Kampioenschap 1972/77 № 525 «onderlinge duels» 19:00 (UTC+2) |         | 49' Conny Torstensson 58' Anders Linderoth |        | Olympisch Stadion, Helsinki Toeschouwers: 16.116 Scheidsrechter: Ivar Fredriksen (NOR) |

|                                                                         |                                        |       |           |                                                                                 |
| 16 juni WK 1978 kwalificatie № 526 «onderlinge duels» 19:00 uur (UTC+1) | Zweden                                 | 2 – 0 | Noorwegen | Råsundastadion, Solna Toeschouwers: 30.601 Scheidsrechter: Charles Corver (NED) |
| 16 juni WK 1978 kwalificatie № 526 «onderlinge duels» 19:00 uur (UTC+1) | Björn Andersson 27' Thomas Sjöberg 41' |       |           | Råsundastadion, Solna Toeschouwers: 30.601 Scheidsrechter: Charles Corver (NED) |

|                                                                                 | |       |         |                                                                                |
| 11 augustus Noords Kampioenschap 1972/77 № 527 «onderlinge duels» 19:00 (UTC+1) | Zweden | 6 – 0 | Finland | Malmö Stadion, Malmö Toeschouwers: 11.737 Scheidsrechter: Torben Månsson (DEN) |
| 11 augustus Noords Kampioenschap 1972/77 № 527 «onderlinge duels» 19:00 (UTC+1) | Thomas Sjöberg 26' Anders Ljungberg 39' (pen.) Thomas Sjöberg 56' Mats Werner 59' (pen.) Torbjörn Nilsson 81' Bo Börjesson 82' |       |         | Malmö Stadion, Malmö Toeschouwers: 11.737 Scheidsrechter: Torben Månsson (DEN) |

|                                                                          |                       |       |                   |                                                                                |
| 8 september Vriendschappelijk № 528 «onderlinge duels» 19:00 uur (UTC+1) | Zweden                | 1 – 1 | Hongarije         | Råsundastadion, Solna Toeschouwers: 9.626 Scheidsrechter: Heinz Aldinger (FRG) |
| 8 september Vriendschappelijk № 528 «onderlinge duels» 19:00 uur (UTC+1) | Conny Torstensson 35' |       | 23' Zoltán Ebedli | Råsundastadion, Solna Toeschouwers: 9.626 Scheidsrechter: Heinz Aldinger (FRG) |

|                                                                                      |                                                       |       |                                          |                                                                                  |
| 22 september Noords Kampioenschap 1972/77 № 529 «onderlinge duels» 19:00 uur (UTC+1) | Noorwegen                                             | 3 – 2 | Zweden                                   | Ullevaalstadion, Oslo Toeschouwers: 23.000 Scheidsrechter: Gunnar Hellgren (FIN) |
| 22 september Noords Kampioenschap 1972/77 № 529 «onderlinge duels» 19:00 uur (UTC+1) | Stein Thunberg 4' Stein Thunberg 17' Pål Jacobsen 87' |       | 53' Conny Torstensson 82' Thomas Sjöberg | Ullevaalstadion, Oslo Toeschouwers: 23.000 Scheidsrechter: Gunnar Hellgren (FIN) |

|                                                                           |                     |       |                                     |                                                                           |
| 9 oktober WK 1978 kwalificatie № 530 «onderlinge duels» 20:00 uur (UTC+1) | Zwitserland         | 1 – 2 | Zweden                              | St. Jakob-Park, Bazel Toeschouwers: 30.000 Scheidsrechter: Hilmi Ok (TUR) |
| 9 oktober WK 1978 kwalificatie № 530 «onderlinge duels» 20:00 uur (UTC+1) | Serge Trinchero 39' |       | 29' Bo Börjesson 73' Thomas Sjöberg | St. Jakob-Park, Bazel Toeschouwers: 30.000 Scheidsrechter: Hilmi Ok (TUR) |

### 1977
|                                                                       |                                                   |       |                 |                                                                              |
| 27 april Vriendschappelijk № 531 «onderlinge duels» 20:00 uur (UTC+1) | Schotland                                         | 3 – 1 | Zweden          | Hampden Park, Glasgow Toeschouwers: 22.659 Scheidsrechter: Jack Taylor (ENG) |
| 27 april Vriendschappelijk № 531 «onderlinge duels» 20:00 uur (UTC+1) | Asa Hartford 30' Kenny Dalglish 55' Joe Craig 79' |       | 50' Benny Wendt | Hampden Park, Glasgow Toeschouwers: 22.659 Scheidsrechter: Jack Taylor (ENG) |

|                                                                                |                      |       |           |                                                                              |
| 26 mei Noords Kampioenschap 1972/77 № 532 «onderlinge duels» 19:00 uur (UTC+1) | Zweden               | 1 – 0 | Noorwegen | Ullevi, Göteborg Toeschouwers: 12.836 Scheidsrechter: Tapani Sahlström (FIN) |
| 26 mei Noords Kampioenschap 1972/77 № 532 «onderlinge duels» 19:00 uur (UTC+1) | Anders Linderoth 66' |       |           | Ullevi, Göteborg Toeschouwers: 12.836 Scheidsrechter: Tapani Sahlström (FIN) |

|                                                                        |                                     |       |                |                                                                                 |
| 8 juni WK 1978 kwalificatie № 533 «onderlinge duels» 19:00 uur (UTC+1) | Zweden                              | 2 – 1 | Zwitserland    | Råsundastadion, Solna Toeschouwers: 43.269 Scheidsrechter: Malcolm Wright (NIR) |
| 8 juni WK 1978 kwalificatie № 533 «onderlinge duels» 19:00 uur (UTC+1) | Thomas Sjöberg 69' Bo Börjesson 77' |       | 80' Peter Risi | Råsundastadion, Solna Toeschouwers: 43.269 Scheidsrechter: Malcolm Wright (NIR) |

|                                                                                 |                                    |       |                 |                                                                                          |
| 15 juni Noords Kampioenschap 1972/77 № 534 «onderlinge duels» 19:00 uur (UTC+1) | Denemarken                         | 2 – 1 | Zweden          | Københavns Idrætspark, Kopenhagen Toeschouwers: 44.500 Scheidsrechter: Henry Øberg (NOR) |
| 15 juni Noords Kampioenschap 1972/77 № 534 «onderlinge duels» 19:00 uur (UTC+1) | Per Røntved 48' Allan Simonsen 70' |       | 62' Olle Nordin | Københavns Idrætspark, Kopenhagen Toeschouwers: 44.500 Scheidsrechter: Henry Øberg (NOR) |

|                                                                    |         |                     |        |                                                                                        |
| 20 juli Vriendschappelijk № 535 «onderlinge duels» 20:00 uur (UTC) | IJsland | 0 – 1               | Zweden | Laugardalsvöllur, Reykjavik Toeschouwers: 8.636 Scheidsrechter: William Anderson (SCO) |
| 20 juli Vriendschappelijk № 535 «onderlinge duels» 20:00 uur (UTC) |         | 83' Sonny Johansson |        | Laugardalsvöllur, Reykjavik Toeschouwers: 8.636 Scheidsrechter: William Anderson (SCO) |

|                                                                          |        |                        |     |                                                                              |
| 17 augustus Vriendschappelijk № 536 «onderlinge duels» 19:00 uur (UTC+1) | Zweden | 0 – 1                  | DDR | Råsundastadion, Solna Toeschouwers: 15.078 Scheidsrechter: Rolf Haugen (NOR) |
| 17 augustus Vriendschappelijk № 536 «onderlinge duels» 19:00 uur (UTC+1) |        | 75' Hans-Jürgen Dörner |     | Råsundastadion, Solna Toeschouwers: 15.078 Scheidsrechter: Rolf Haugen (NOR) |

|                                                                             |                                  |       |                    |                                                                               |
| 7 september WK 1978 kwalificatie № 537 «onderlinge duels» 19:00 uur (UTC+1) | Noorwegen                        | 2 – 1 | Zweden             | Ullevaalstadion, Oslo Toeschouwers: 23.065 Scheidsrechter: Adolf Prokop (DDR) |
| 7 september WK 1978 kwalificatie № 537 «onderlinge duels» 19:00 uur (UTC+1) | Rune Ottesen 34' Odd Iversen 68' |       | 57' Thomas Sjöberg | Ullevaalstadion, Oslo Toeschouwers: 23.065 Scheidsrechter: Adolf Prokop (DDR) |

|                                                                        |                     |       |            |                                                                                   |
| 5 oktober Vriendschappelijk № 538 «onderlinge duels» 19:00 uur (UTC+1) | Zweden              | 1 – 0 | Denemarken | Malmö Stadion, Malmö Toeschouwers: 17.645 Scheidsrechter: Gerrit Berrevoets (NED) |
| 5 oktober Vriendschappelijk № 538 «onderlinge duels» 19:00 uur (UTC+1) | Lennart Larsson 53' |       |            | Malmö Stadion, Malmö Toeschouwers: 17.645 Scheidsrechter: Gerrit Berrevoets (NED) |

|                                                                         |                                                       |       |        |                                                                                    |
| 12 oktober Vriendschappelijk № 539 «onderlinge duels» 18:00 uur (UTC+1) | Hongarije                                             | 3 – 0 | Zweden | Népstadion, Boedapest Toeschouwers: 12.000 Scheidsrechter: Walter Eschweiler (FRG) |
| 12 oktober Vriendschappelijk № 539 «onderlinge duels» 18:00 uur (UTC+1) | Tibor Nyilasi 33' Béla Váradi 36' András Törőcsik 79' |       |        | Népstadion, Boedapest Toeschouwers: 12.000 Scheidsrechter: Walter Eschweiler (FRG) |

|                                                                          |                                            |       |                  |                                                                                     |
| 12 november Vriendschappelijk № 540 «onderlinge duels» 13:45 uur (UTC+1) | Polen                                      | 2 – 1 | Zweden           | Olympiastadion, Wrocław Toeschouwers: 20.000 Scheidsrechter: Vojtech Christov (TCH) |
| 12 november Vriendschappelijk № 540 «onderlinge duels» 13:45 uur (UTC+1) | Marek Kusto 17' Kazimierz Deyna 52' (pen.) |       | 36' Sanny Åslund | Olympiastadion, Wrocław Toeschouwers: 20.000 Scheidsrechter: Vojtech Christov (TCH) |

### 1978
|                                                                      |     |                  |        |                                                                                  |
| 4 april Vriendschappelijk № 541 «onderlinge duels» 17:00 uur (UTC+1) | DDR | 0 – 1            | Zweden | Zentralstadion, Leipzig Toeschouwers: 20.000 Scheidsrechter: Bogdan Dochev (BUL) |
| 4 april Vriendschappelijk № 541 «onderlinge duels» 17:00 uur (UTC+1) |     | 75' Sanny Åslund |        | Zentralstadion, Leipzig Toeschouwers: 20.000 Scheidsrechter: Bogdan Dochev (BUL) |

|                                                                       |                                                                  |       |                   |                                                                            |
| 19 april Vriendschappelijk № 542 «onderlinge duels» 19:00 uur (UTC+1) | Zweden                                                           | 3 – 1 | West-Duitsland    | Råsundastadion, Solna Toeschouwers: 27.355 Scheidsrechter: Ken Burns (ENG) |
| 19 april Vriendschappelijk № 542 «onderlinge duels» 19:00 uur (UTC+1) | Rolf Rüssmann 26' (e.d.) Lennart Larsson 51' Lennart Larsson 75' |       | 23' Rainer Bonhof | Råsundastadion, Solna Toeschouwers: 27.355 Scheidsrechter: Ken Burns (ENG) |

|                                                                     |        |       |                   |                                                                                   |
| 21 mei Vriendschappelijk № 543 «onderlinge duels» 18:00 uur (UTC+1) | Zweden | 0 – 0 | Tsjecho-Slowakije | Råsundastadion, Solna Toeschouwers: 17.207 Scheidsrechter: Svein Inge Thime (NOR) |
| 21 mei Vriendschappelijk № 543 «onderlinge duels» 18:00 uur (UTC+1) |        |       |                   | Råsundastadion, Solna Toeschouwers: 17.207 Scheidsrechter: Svein Inge Thime (NOR) |

| Wereldkampioenschap voetbal 1978 |
| -------------------------------- |

|                                                                   |                    |       |              |                                                                                                   |
| 3 juni WK 1978 Groep 3 № 544 «onderlinge duels» 13:45 uur (UTC−3) | Zweden             | 1 – 1 | Brazilië     | Estadio José María Minella, Mar del Plata Toeschouwers: 32.569 Scheidsrechter: Clive Thomas (WAL) |
| 3 juni WK 1978 Groep 3 № 544 «onderlinge duels» 13:45 uur (UTC−3) | Thomas Sjöberg 37' |       | 45' Reinaldo | Estadio José María Minella, Mar del Plata Toeschouwers: 32.569 Scheidsrechter: Clive Thomas (WAL) |

|                                                                   |                        |       |        |                                                                                                 |
| 7 juni WK 1978 Groep 3 № 545 «onderlinge duels» 13:45 uur (UTC−3) | Oostenrijk             | 1 – 0 | Zweden | Estadio José Amalfitani, Buenos Aires Toeschouwers: 41.424 Scheidsrechter: Charles Corver (NED) |
| 7 juni WK 1978 Groep 3 № 545 «onderlinge duels» 13:45 uur (UTC−3) | Hans Krankl 42' (pen.) |       |        | Estadio José Amalfitani, Buenos Aires Toeschouwers: 41.424 Scheidsrechter: Charles Corver (NED) |

|                                                                    |            |       |        | |
| 11 juni WK 1978 Groep 3 № 546 «onderlinge duels» 13:45 uur (UTC−3) | Spanje     | 1 – 0 | Zweden | Estadio José Amalfitani, Buenos Aires Toeschouwers: 46.765 Scheidsrechter: Ferdinand Biwersi (FRG) |
| 11 juni WK 1978 Groep 3 № 546 «onderlinge duels» 13:45 uur (UTC−3) | Asensi 76' |       |        | Estadio José Amalfitani, Buenos Aires Toeschouwers: 46.765 Scheidsrechter: Ferdinand Biwersi (FRG) |

|  |  |  |  |  |  |  |  |  |

|                                                                             |                                           |       |                 |                                                                           |
| 28 juni Noords Kampioenschap 1978/80 № 547 «onderlinge duels» 19:00 (UTC+1) | Zweden                                    | 2 – 1 | Finland         | Ryavallen, Borås Toeschouwers: 6.600 Scheidsrechter: Torben Månsson (DEN) |
| 28 juni Noords Kampioenschap 1978/80 № 547 «onderlinge duels» 19:00 (UTC+1) | Torbjörn Nilsson 17' Magnus Andersson 80' |       | 39' Atik Ismail | Ryavallen, Borås Toeschouwers: 6.600 Scheidsrechter: Torben Månsson (DEN) |

|                                                                                     |                                          |       |                    |                                                                                              |
| 16 augustus Noords Kampioenschap 1978/80 № 548 «onderlinge duels» 19:00 uur (UTC+1) | Denemarken                               | 2 – 1 | Zweden             | Københavns Idrætspark, Kopenhagen Toeschouwers: 28.100 Scheidsrechter: Ivar Fredriksen (NOR) |
| 16 augustus Noords Kampioenschap 1978/80 № 548 «onderlinge duels» 19:00 uur (UTC+1) | Benny Nielsen 10' Per Røntved 17' (pen.) |       | 73' Tommy Berggren | Københavns Idrætspark, Kopenhagen Toeschouwers: 28.100 Scheidsrechter: Ivar Fredriksen (NOR) |

|                                                                             |                                 |       |                                        |                                                                                    |
| 1 september EK 1980 kwalificatie № 549 «onderlinge duels» 20:30 uur (UTC+2) | Frankrijk                       | 2 – 2 | Zweden                                 | Parc des Princes, Parijs Toeschouwers: 44.703 Scheidsrechter: Károly Palotai (HUN) |
| 1 september EK 1980 kwalificatie № 549 «onderlinge duels» 20:30 uur (UTC+2) | Marc Berdoll 72' Didier Six 85' |       | 54' Mats Nordgren 89' Anders Grönhagen | Parc des Princes, Parijs Toeschouwers: 44.703 Scheidsrechter: Károly Palotai (HUN) |

|                                                                           |                       |       |                                                     |                                                                              |
| 4 oktober EK 1980 kwalificatie № 550 «onderlinge duels» 19:00 uur (UTC+1) | Zweden                | 1 – 3 | Tsjecho-Slowakije                                   | Råsundastadion, Solna Toeschouwers: 11.985 Scheidsrechter: John Gordon (SCO) |
| 4 oktober EK 1980 kwalificatie № 550 «onderlinge duels» 19:00 uur (UTC+1) | Hasse Borg 14' (pen.) |       | 18' Marián Masný 47' Marián Masný 85' Zdeněk Nehoda | Råsundastadion, Solna Toeschouwers: 11.985 Scheidsrechter: John Gordon (SCO) |

### 1979
|                                                                       |                                               |       |        |                                                                                 |
| 19 april Vriendschappelijk № 551 «onderlinge duels» 20:00 uur (UTC+4) | Sovjet-Unie                                   | 2 – 0 | Zweden | Dinamostadion, Tbilisi Toeschouwers: 15.000 Scheidsrechter: Antonín Wencl (TCH) |
| 19 april Vriendschappelijk № 551 «onderlinge duels» 20:00 uur (UTC+4) | Ramaz Shengeliya 48' Vagiz Chidijatoellin 54' |       |        | Dinamostadion, Tbilisi Toeschouwers: 15.000 Scheidsrechter: Antonín Wencl (TCH) |

|                                                                    |                                   |       |                                          |                                                                                               |
| 9 mei Vriendschappelijk № 552 «onderlinge duels» 19:00 uur (UTC+1) | Denemarken                        | 2 – 2 | Zweden                                   | Københavns Idrætspark, Kopenhagen Toeschouwers: 30.900 Scheidsrechter: Walter Horstmann (FRG) |
| 9 mei Vriendschappelijk № 552 «onderlinge duels» 19:00 uur (UTC+1) | Benny Nielsen 43' Søren Lerby 75' |       | 33' Ingemar Erlandsson 56' Billy Ohlsson | Københavns Idrætspark, Kopenhagen Toeschouwers: 30.900 Scheidsrechter: Walter Horstmann (FRG) |

|                                                                        |                                                            |       |           |                                                                                     |
| 7 juni EK 1980 kwalificatie № 553 «onderlinge duels» 19:00 uur (UTC+1) | Zweden                                                     | 3 – 0 | Luxemburg | Malmö Stadion, Malmö Toeschouwers: 7.298 Scheidsrechter: Aleksander Suchaneck (TCH) |
| 7 juni EK 1980 kwalificatie № 553 «onderlinge duels» 19:00 uur (UTC+1) | Anders Grönhagen 15' Tore Cervin 29' Hasse Borg 53' (pen.) |       |           | Malmö Stadion, Malmö Toeschouwers: 7.298 Scheidsrechter: Aleksander Suchaneck (TCH) |

|                                                                      |        |       |          |                                                                                 |
| 10 juni Vriendschappelijk № 554 «onderlinge duels» 17:00 uur (UTC+1) | Zweden | 0 – 0 | Engeland | Råsundastadion, Solna Toeschouwers: 35.691 Scheidsrechter: Erich Linemayr (AUT) |
| 10 juni Vriendschappelijk № 554 «onderlinge duels» 17:00 uur (UTC+1) |        |       |          | Råsundastadion, Solna Toeschouwers: 35.691 Scheidsrechter: Erich Linemayr (AUT) |

|                                                                                 |                                           |       |           |                                                                          |
| 28 juni Noords Kampioenschap 1978/80 № 555 «onderlinge duels» 19:00 uur (UTC+1) | Zweden                                    | 2 – 0 | Noorwegen | Ullevi, Göteborg Toeschouwers: 16.495 Scheidsrechter: Henk Weerink (NED) |
| 28 juni Noords Kampioenschap 1978/80 № 555 «onderlinge duels» 19:00 uur (UTC+1) | Arne Larsen Økland 60' Svein Mathisen 85' |       |           | Ullevi, Göteborg Toeschouwers: 16.495 Scheidsrechter: Henk Weerink (NED) |

|                                                                                     |                                           |       |        |                                                                               |
| 15 augustus Noords Kampioenschap 1978/80 № 556 «onderlinge duels» 19:00 uur (UTC+1) | Noorwegen                                 | 2 – 0 | Zweden | Ullevaalstadion, Oslo Toeschouwers: 16.495 Scheidsrechter: Henk Weerink (NED) |
| 15 augustus Noords Kampioenschap 1978/80 № 556 «onderlinge duels» 19:00 uur (UTC+1) | Arne Larsen Økland 60' Svein Mathisen 85' |       |        | Ullevaalstadion, Oslo Toeschouwers: 16.495 Scheidsrechter: Henk Weerink (NED) |

|                                                                             |                  |       |                                                              |                                                                                        |
| 5 september EK 1980 kwalificatie № 557 «onderlinge duels» 19:00 uur (UTC+1) | Zweden           | 1 – 3 | Frankrijk                                                    | Råsundastadion, Solna Toeschouwers: 14.395 Scheidsrechter: Ángel Franco Martínez (ESP) |
| 5 september EK 1980 kwalificatie № 557 «onderlinge duels» 19:00 uur (UTC+1) | Rutger Backe 24' |       | 14' Bernard Lacombe 54' Michel Platini 71' Patrick Battiston | Råsundastadion, Solna Toeschouwers: 14.395 Scheidsrechter: Ángel Franco Martínez (ESP) |

|                                                                           |                     |       |        |                                                                                  |
| 26 september Vriendschappelijk № 558 «onderlinge duels» 20:15 uur (UTC+2) | Italië              | 1 – 0 | Zweden | Stadio Comunale, Florence Toeschouwers: 33.783 Scheidsrechter: André Daina (SUI) |
| 26 september Vriendschappelijk № 558 «onderlinge duels» 20:15 uur (UTC+2) | Gabriele Oriali 15' |       |        | Stadio Comunale, Florence Toeschouwers: 33.783 Scheidsrechter: André Daina (SUI) |

|                                                                            |                                                                       |       |                  |                                                                                        |
| 10 oktober EK 1980 kwalificatie № 559 «onderlinge duels» 17:00 uur (UTC+1) | Tsjecho-Slowakije                                                     | 4 – 1 | Zweden           | Stadion Evžena Rošického, Praag Toeschouwers: 24.783 Scheidsrechter: Talat Tokat (TUR) |
| 10 oktober EK 1980 kwalificatie № 559 «onderlinge duels» 17:00 uur (UTC+1) | Zdeněk Nehoda 19' Ján Kozák 35' Ladislav Vízek 41' Ladislav Vízek 80' |       | 61' Jan Svensson | Stadion Evžena Rošického, Praag Toeschouwers: 24.783 Scheidsrechter: Talat Tokat (TUR) |

|                                                                            |                      |       |                      | |
| 23 oktober EK 1980 kwalificatie № 560 «onderlinge duels» 19:15 uur (UTC+1) | Luxemburg            | 1 – 1 | Zweden               | Stade de la Frontière, Esch-sur-Alzette Toeschouwers: 1.119 Scheidsrechter: Walter Horstmann (FRG) |
| 23 oktober EK 1980 kwalificatie № 560 «onderlinge duels» 19:15 uur (UTC+1) | Nico Braun 5' (pen.) |       | 62' Anders Grönhagen | Stade de la Frontière, Esch-sur-Alzette Toeschouwers: 1.119 Scheidsrechter: Walter Horstmann (FRG) |

|                                                        |               |       |                                                                 |                                                                                          |
| 14 november Vriendschappelijk № 561 «onderlinge duels» | Maleisië      | 1 – 3 | Zweden                                                          | Merdekastadion, Kuala Lumpur Toeschouwers: 7.000 Scheidsrechter: Othman Kamaluddin (MAS) |
| 14 november Vriendschappelijk № 561 «onderlinge duels» | Li Mussem 81' |       | 16' Torbjörn Nilsson 25' Anders Grönhagen 90' Michael Andersson | Merdekastadion, Kuala Lumpur Toeschouwers: 7.000 Scheidsrechter: Othman Kamaluddin (MAS) |

|                                                        |           |                                                                                                  |        |                                                                                         |
| 17 november Vriendschappelijk № 562 «onderlinge duels» | Singapore | 0 – 5                                                                                            | Zweden | Nationaal Stadion, Singapore Toeschouwers: 15.000 Scheidsrechter: Hamlet Rightway (IDN) |
| 17 november Vriendschappelijk № 562 «onderlinge duels» |           | 49' Torbjörn Nilsson 68' Jan Svensson 72' Jan Svensson 79' Torbjörn Nilsson 87' Torbjörn Nilsson |        | Nationaal Stadion, Singapore Toeschouwers: 15.000 Scheidsrechter: Hamlet Rightway (IDN) |

CONMEBOL: Colombia · Ecuador

UEFA: Albanië · België · Bulgarije · Cyprus · Denemarken · West-Duitsland · Duitse Democratische Republiek · Engeland · Finland · Frankrijk · Griekenland · Hongarije · IJsland · Ierland · Italië · Joegoslavië · Luxemburg · Malta · Nederland · Noord-Ierland · Noorwegen · Oostenrijk · Polen · Portugal · Roemenië · Schotland ·  Sovjet-Unie ·  Spanje · Tsjecho-Slowakije · Turkije · Wales ·  Zweden · Zwitserland

CAF: Madagaskar AFC: Israël

SvFF · A-internationals · Selecties · Bondscoaches · Zweeds vrouwenelftal · Olympisch elftal · Zweden U21 · Zweden U20 · Zweden U19 · Zweden U18 · Zweden U17 · Zweden U16 · Vrouwen U17
1908 – 1919 ·
1920 – 1929 ·
1930 – 1939 ·
1940 – 1949 ·
1950 – 1959 ·
1960 – 1969 ·
1970 – 1979 ·
1980 – 1989 ·
1990 – 1999 ·
2000 – 2009 ·
2010 – 2019 ·
2020 − 2029
EK 1960 · 
EK 1964 · 
EK 1968 · 
EK 1972 · 
EK 1976 · 
EK 1980 · 
EK 1984 · 
EK 1988 · 
EK 1992 ·
EK 1996 · 
EK 2000 ·
EK 2004 ·
EK 2008 ·
EK 2012 · 
EK 2016 · 
EK 2020
WK 1930 · 
WK 1934 ·
WK 1938 ·
WK 1950 ·
WK 1954 · 
WK 1958 ·
WK 1962 · 
WK 1966 · 
WK 1970 ·
WK 1974 ·
WK 1978 ·
WK 1982 · 
WK 1986 · 
WK 1990 ·
WK 1994 ·
WK 1998 · 
WK 2002 ·
WK 2006 ·
WK 2010 · 
WK 2014 · 
WK 2018
OS 1908 · 
OS 1912 · 
OS 1920 · 
OS 1924 · 
OS 1928 · 
OS 1932 · 
OS 1936 · 
OS 1948 · 
OS 1952 · 
OS 1956 · 
OS 1964 · 
OS 1968 · 
OS 1972 · 
OS 1976 · 
OS 1980 · 
OS 1984 · 
OS 1988 · 
OS 1992 · 
OS 1996 · 
OS 2000 · 
OS 2004 · 
OS 2008 · 
OS 2012 · 
OS 2016
1908 · 
1909 · 
1910 · 
1911 · 
1912 · 
1913 · 
1914 · 
1915 · 
1916 · 
1917 · 
1918 · 
1919 · 
1920 · 
1921 · 
1922 · 
1923 · 
1924 · 
1925 · 
1926 · 
1927 · 
1928 · 
1929 · 
1930 · 
1931 · 
1932 · 
1933 · 
1934 · 
1935 · 
1936 · 
1937 · 
1938 · 
1939 · 
1940 ·
1941 ·
1942 ·
1943 ·
1944  ·
1945 · 
1946 · 
1947 · 
1948 · 
1949 · 
1950 · 
1952 · 
1952 · 
1953 · 
1954 · 
1955 · 
1956 · 
1957 · 
1958 · 
1959 ·
1960 · 
1961 · 
1962 · 
1963 · 
1964 · 
1965 · 
1966 · 
1967 · 
1968 · 
1969 ·
1970 · 
1971 · 
1972 · 
1973 · 
1974 · 
1975 · 
1976 · 
1977 · 
1978 · 
1979 ·
1980 · 
1981 · 
1982 · 
1983 · 
1984 · 
1985 · 
1986 · 
1987 · 
1988 · 
1989 · 
1990 · 
1991 · 
1992 · 
1993 · 
1994 · 
1995 · 
1996 · 
1997 · 
1998 · 
1999 · 
2000 · 
2001 · 
2002 · 
2003 · 
2004 · 
2005 · 
2006 · 
2007 · 
2008 · 
2009 · 
2010 · 
2011 · 
2012 · 
2013 · 
2014 · 
2015 · 
2016 · 
2017 · 
2018 ·
2019 ·
2020 ·
2021
Albanië ·
Algerije ·
Argentinië ·
Armenië ·
Australië ·
Azerbeidzjan ·
Bahrein ·
Barbados ·
België ·
Bosnië en Herzegovina ·
Botswana ·
Brazilië ·
Bulgarije ·
Chili ·
China ·
Colombia ·
Costa Rica ·
Cuba ·
Cyprus ·
DDR ·
Denemarken ·
Duitsland ·
Ecuador ·
Egypte ·
Engeland ·
Estland ·
Faeröer ·
Finland ·
Frankrijk ·
Georgië ·
Griekenland ·
Hongarije ·
Ierland ·
IJsland ·
Iran ·
Israël ·
Italië ·
Ivoorkust ·
Jamaica ·
Japan ·
Joegoslavië ·
Jordanië ·
Kameroen ·
Kazachstan ·
Kosovo ·
Kroatië ·
Letland ·
Liechtenstein ·
Litouwen ·
Luxemburg ·
Maleisië ·
Malta ·
Mexico ·
Moldavië ·
Montenegro ·
Nederland ·
Nieuw-Zeeland ·
Nigeria ·
Noord-Ierland ·
Noord-Korea ·
Noord-Macedonië ·
Noorwegen ·
Oekraïne ·
Oezbekistan ·
Oman ·
Oostenrijk ·
Paraguay ·
Peru ·
Polen ·
Portugal ·
Qatar ·
Roemenië ·
Rusland ·
San Marino ·
Saoedi-Arabië ·
Schotland ·
Senegal ·
Servië ·
Singapore ·
Slovenië ·
Slowakije ·
Sovjet-Unie ·
Spanje ·
Syrië ·
Thailand ·
Trinidad en Tobago ·
Tsjechië ·
Tsjecho-Slowakije ·
Tunesië ·
Turkije ·
Uruguay ·
Venezuela ·
Verenigde Arabische Emiraten ·
Verenigde Staten ·
Verenigd Koninkrijk ·
Wales ·
Wit-Rusland ·
Zuid-Afrika ·
Zuid-Korea ·
Zwitserland
Brazilië (1958) ·
Duitsland (2006) ·
Duitsland (2018) ·
Engeland (2006) ·
Engeland (2012) ·
Engeland (2018) ·
Frankrijk (2012) ·
Griekenland (2008) ·
Ierland (2016) ·
Italië (2016) ·
Mexico (2018) ·
Oekraïne (2012) ·
Oekraïne (2021) ·
Paraguay (2006) ·
Polen (2021) ·
Rusland (2008) ·
Slowakije (2021) ·
Spanje (2008) ·
Spanje (2021) ·
Trinidad en Tobago (2006) ·
Zuid-Korea (2018) ·
Zwitserland (2018)